# یواس‌اس کاوپنز (سی‌جی-۶۳)
یواس‌اس کاوپنز (سی‌جی-۶۳) (به انگلیسی: USS Cowpens (CG-63)) یک کشتی است که طول آن 567 feet (173 m) می‌باشد. این کشتی در سال ۱۹۸۹ ساخته شد.